# TWAIN (standard)
TWAIN è uno standard di comunicazione tra computer e dispositivi di acquisizione di immagini, come scanner e fotocamere digitali, sotto forma di una API per i sistemi operativi Microsoft Windows ed Apple Macintosh.
La parola TWAIN deriva da una frase dal racconto di Kipling The Ballad of East and West: "...and never the twain shall meet..." (tradotto dall'inglese significa: "...e mai i due s'incontreranno..."), con la quale si volle sottolineare la difficoltà a quei tempi di collegare gli scanner ai personal computer; si decise di scriverla in maiuscolo per renderla più riconoscibile. Questo particolare la fece apparire come un acronimo e molti si dilettarono a trovarne uno efficace. Infine non se ne adottò alcuno ufficialmente, ma quello che va per la maggiore è "Technology (o Toolkit) Without An (o Any) Interesting (o Important) Name", letteralmente "Tecnologia senza un nome importante".
Il primo standard è stato pubblicato nel 1992; il 28 novembre 2005 è stata rilasciata la versione 2.0; è gestito dal TWAIN Working Group.
Lo svantaggio dello standard TWAIN è che non separa l'interfaccia utente dal driver del dispositivo, rendendone difficile l'utilizzo via rete. Quando un'applicazione carica un driver TWAIN, non è possibile separarla dall'interfaccia grafica fornita dal fabbricante. Questo non è un difetto delle specifiche TWAIN, ma dei driver dei dispositivi, che non sono pienamente compatibili con lo standard.